# دودمان بیست و نهم مصر
دودمان بیست و نهم مصر، که توسط مورخان به عنوان چهارمین دودمان مصر در دوران پایانی مصر باستان به‌شمار می‌رود، دودمانی پادشاهی در مصر باستان بود که از سال ۳۹۸ تا ۳۸۰ پیش از میلاد به درازا کشید. این دودمان با سرنگونی نخستین و آخرین فرعون سلسله بیست و هشتم، آمیرتئوس، در سال ۳۹۸ پیش از میلاد بنیانگذاری شد و با سرنگونی نفارود دوم در سال ۳۸۰ پ. م.  به پایان رسید.

## تاریخ
نفارود یکم سلسله بیست و نهم را (طبق گزارشی در یک پاپیروس کهن که در موزه بروکلین نگهداری می‌شود) با شکست دادن آشکار آمیرتئوس در میدان نبرد و اعدام او در ممفیس، تأسیس کرد. نفارود سپس مندس را پایتخت خود کرد.
پس از مرگ نفارود، دو جناح رقیب برای تاج و تخت جنگیدند: یکی جناحی که پشت سر پسرش ماثیس بودند، و جناح دیگری حامی پساموتس غاصب. گرچه پساموتس در این درگیری موفق شد و تخت سلطنت را تصاحب کرد، اما تنها یک سال توانست سلطنت کند.
پساموتس توسط هاکور، که ادعا می‌کرد نوه نفارود اول است، سرنگون شد. او با موفقیت تلاش‌های ایرانیان را برای فتح مجدد مصر بی‌نتیجه گذاشت و از آتن (تا زمان صلح آنتالکیداس در ۳۸۷ پیش از میلاد) و پادشاه شورشی قبرس، اواگوراس، حمایت می‌کرد. اگرچه پسرش نفارود دوم پس از مرگ او پادشاه شد، اما نتوانست میراث خود را حفظ کند.

## فهرست فرعون‌های دودمان بیست و نهم
| نام فرعون      | نگاره | سلطنت        | توضیحات                                                                                   |
| -------------- | ----- | ------------ | ----------------------------------------------------------------------------------------- |
| نفارود اول     |       | ۳۹۸–۳۹۳ پ. م | با شکست دادن آمیرتئوس، فرعون مصر شد و دودمان خود را تأسیس کرد.                            |
| پساموتس        |       | ۳۹۳ پ. م     | تنها یکسال حکومت کرد و سپس توسط هاکور خلع شد.                                             |
| هاکور (آخوریس) |       | ۳۹۳–۳۸۰ پ. م | ادعا داشت نوه نفارود اول است. پساموتس را خلع کرد و به جای او بر تخت نشست. پدر نفارود دوم. |
| نفارود دوم     |       | ۳۸۰ پ. م     | تنها چهار ماه حکومت کرد و توسط نکتانبو یکم خلع شد.                                        |